# Senegalracke
Die Senegalracke (Coracias abyssinicus) zählt innerhalb der Familie der Racken (Coraciidae) zur Gattung der Coracias (Coracias).

## Merkmale
Die Senegalracke ist ein schlanker, etwa 28–31 cm großer (+ äußere Schwanzfedern von bis zu 12 cm) und 99–140 g schwerer Vogel. Er ähnelt der europäischen Blauracke mit blass-blauem Kopf, Weiß an Stirn und Kinn, dunklem Schnabel und Auge, hellblauer Unterseite, Blau an Flügel und Schwanzunterseite, Dunkelblau an Schulter, Bürzel und Schwanzoberseite. Der Mantel ist braunschwarz.
Der Jungvogel ist blasser, oliv-braun am Rücken, mit rechteckigem Schwanz ohne verlängerte äußere Schwanzfedern.

## Verbreitung und Lebensraum
Der bevorzugte Lebensraum umfasst lichten Trockenwald, Weideflächen, Getreide- und Maniokfelder in Afrika südlich der Sahara von Meereshöhe bis 1000 m.

## Ernährung
Die Senegalracke ernährt sich von größeren Insekten und jagt von Ansitzen auf Bäumen aus.

## Fortpflanzung
Der Vogel brütet zwischen Februar und Juli, in Äthiopien erst zwischen April und Oktober, er gilt als ortsständig und monogam. Er tritt einzeln oder auch in kleineren Gruppen auf.

## Gefährdungssituation
Die Senegalracke gilt als nicht gefährdet (Least Concern).